# کاغذ اوریگامی
کاغذ اوریگامی نوعی کاغذ است که در هنر اوریگامی، یعنی هنر تا کردن کاغذ به سبک ژاپنی، به کار می‌رود. تنها ویژگی اساسی که برای این کاغذ ضروری است، توانایی حفظ چین‌خوردگی‌هاست؛ اما بهتر است نسبت به کاغذ معمولی نازک‌تر باشد تا در مواقع نیاز به چندین بار تا شدن روی یک بخش کوچک از کاغذ (مانند ساخت پاها، پنجه‌ها و نوک پرنده اوریگامی)، کار کردن با آن راحت‌تر باشد.

## کامی
کامی یا کاغذ کویی، ارزان‌ترین و رایج‌ترین کاغذی است که به‌طور اختصاصی برای اوریگامی تولید می‌شود و به‌طور گسترده در دسترس است. این کاغذ برای استفاده در مدارس طراحی شده است. واژه کامی در زبان ژاپنی به معنای کاغذ است، اما در این زمینه به معنای خاص کاغذ اوریگامی به‌کار می‌رود.
کامی نازک و مناسب برای تا کردن است و معمولاً تنها در یک طرف آن رنگ یا طرح چاپ می‌شود. این طرح‌ها می‌توانند به سادگی یک تغییر رنگ تدریجی از قرمز به آبی یا به پیچیدگی یک الگوی چندرنگ کیمونو با طرح گل‌ها و درناها همراه با تزئینات فویل طلایی باشند. کاغذ کامی در اندازه‌های مختلفی تولید می‌شود؛ اندازه‌های استاندارد آن شامل ۷۵ × ۷۵ میلی‌متر (حدود ۳ × ۳ اینچ)، مربع‌های ۶ اینچ و مربع‌های ۱۰ اینچ است.

## فویل پشتیبانی‌شده با کاغذ
این نوع کاغذ که کمی گران‌تر و جذاب‌تر است، به نام‌های کاغذ فویلی، فویل ژاپنی یا فویل شناخته می‌شود و برای حفظ چین‌خوردگی‌ها بسیار مناسب است. این کاغذ از یک لایه نازک فویل که به یک ورق بسیار نازک کاغذ چسبیده، تشکیل شده است. رایج‌ترین رنگ‌های آن نقره‌ای و طلایی هستند؛ با این حال، انواع رنگ‌های دیگری مانند صورتی روشن، آبی و مسی نیز موجود است. در بسیاری از بسته‌های چندرنگ، یک ورق نقره‌ای و یک ورق طلایی نیز گنجانده می‌شود که معمولاً در انتهای بسته‌ها قرار می‌گیرند. این نوع از کاغذ در هزار درنای اوریگامی استفاده می‌شوند.

## واشی
واشی به‌طور سنتی نوعی کاغذ نازک دست‌ساز با کیفیت است که مورد توجه هنرمندان و صنعتگران قرار دارد. واشی از الیاف بلند و قابل تجدید تهیه می‌شود و حتی در حالت نازک نیز بسیار محکم است. با این حال برخی از انواع واشی به دلیل الیاف بسیار بلند و ضخیم خود نمی‌توانند چین‌خوردگی تیزی را حفظ کنند. گاهی در بافت واشی، رشته‌های الیاف بلند دیده می‌شود. واشی همچنین پذیرای جوهر است و چاپ روی آن به‌خوبی انجام می‌شود زیرا جزئیات را به‌خوبی نگه می‌دارد. واشی چاپ‌شده بافتی منحصربه‌فرد و گاهی شفاف دارد. با این حال، کاغذ واشی به اندازه کاغذ کامی در اوریگامی استفاده نمی‌شود.

## چییوگامی یا یوزن
چییوگامی به کاغذ واشی دست‌ساز ژاپنی با الگوهای تکراری اشاره دارد که با استفاده از تکنیک‌های چاپ دستی ساخته می‌شود. در ژاپن، «چیو» به معنی «هزار نسل» و «گامی» به معنی «کاغذ» است. در گذشته ابتدا این طرح‌ها روی کاغذ دست‌ساز کوزو با استفاده از بلوک‌های چوبی چاپ می‌شدند، اما امروزه بیشتر چییوگامی با تکنیک‌های چاپ سیلک‌اسکرین تولید می‌شود.
این نوع کاغذ یکی از مواد اصلی در ساخت اسباب‌بازی‌ها و عروسک‌ها در ژاپن بوده است. از کاغذهای روشن و پر نقش چینوگامی در دوره ادو و کیوتو استفاده می‌شد که از استحکام بالاتری نسبت به دیگر کاغذها برخوردار بودند، در آن دوران بسیاری از زنان خانه‌دار و دختران شهری که زمان فراغت داشتند، به ساخت عروسک‌ها و مجسمه‌های کاغذی پیچیده – چه سنتی و چه مدرن – روی آوردند و بازار ثابت و بزرگی را برای تولیدکنندگان کاغذهای رنگی و تزئینی ایجاد کردند.

## اسکناس‌ها

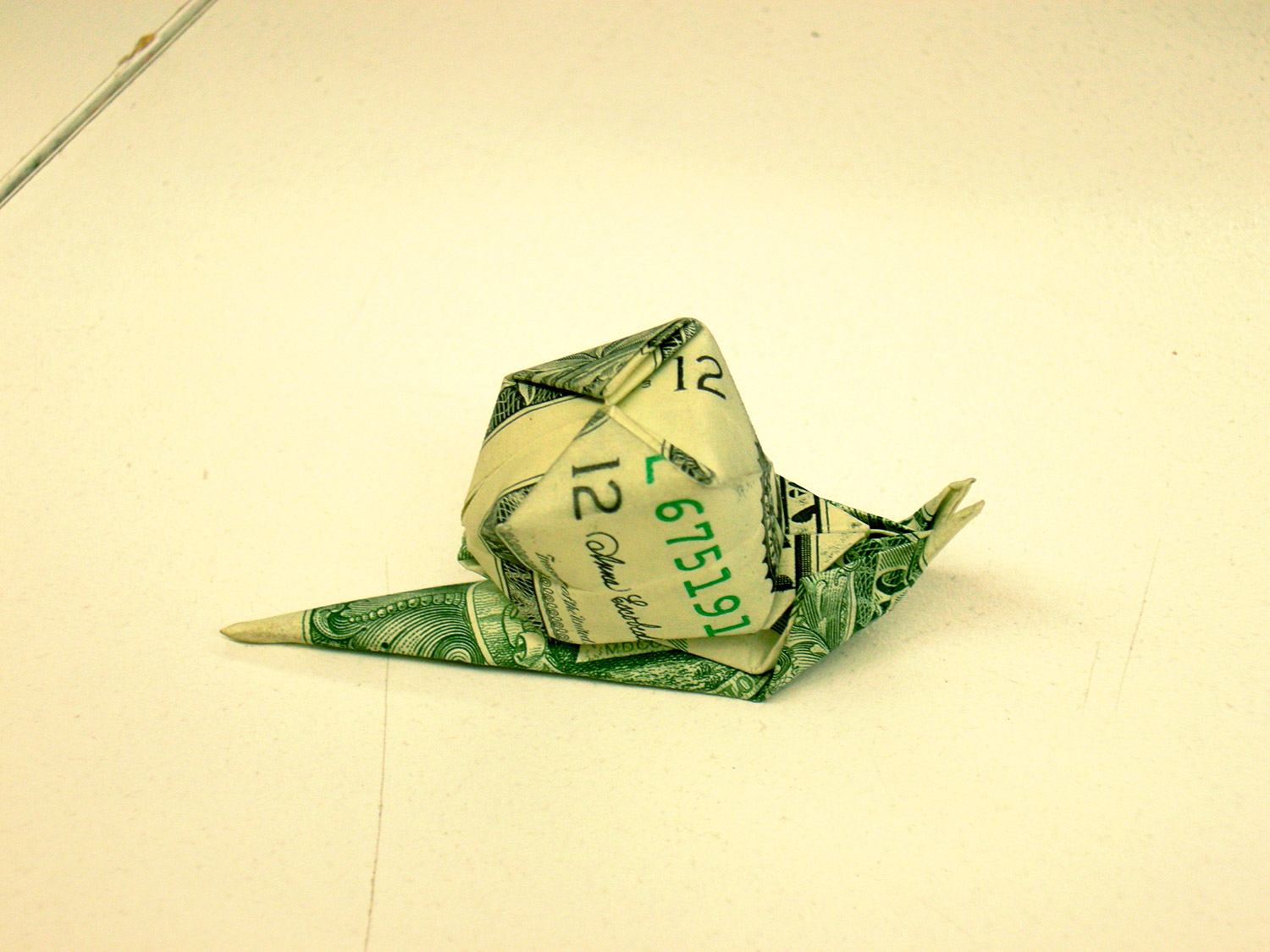
یک حلزون اوریگامی که از اسکناس یک دلاری ساخته شده است.

از اسکناس‌ها نیز می‌توان برای ساخت مدل‌های اوریگامی استفاده کرد. اسکناس‌ها به دلیل داشتن طرح‌های متمایز بر روی خود، برای اوریگامی محبوب هستند و می‌توانند ظاهر جذابی به مدل نهایی بدهند.